# 타카하시 아오
타카하시 아오(일본어: 高梁 碧 たかはし あお[*], 1979년 8월 8일 ~ )는 일본의 여성 성우. 사이타마현 출신. 스테이 럭 소속. 구 예명은 타카하시 히로코.